# 毛脉暗罗
毛脉暗罗（学名：Polyalthia viridis）为番荔枝科暗罗属的植物。分布于泰国以及中国大陆的云南等地，生长于海拔1,100米的地区，一般生于山地密林中，目前尚未由人工引种栽培。
其种加词“viridis”意为“绿色的”。